# Veracomp
Veracomp SA – dystrybutor rozwiązań teleinformatycznych realizujący model dystrybucji z wartością dodaną (VAD – Value Added Distributor).
Firma została założona w 1991 roku. Główna siedziba mieści się w Krakowie. Od 1 stycznia 2021 spółka stała się częścią firmy Exclusive Networks – globalnego, specjalizowanego dystrybutora VAD. Od 3 lutego 2022 roku funkcjonuje pod nazwą Exclusive Networks Poland S.A.

## Struktura
Do grupy Veracomp należą:
- Veracomp SA dystrybutor rozwiązań IT.
- Compendium CE – centrum edukacyjne specjalizujące się w szkoleniach technicznych dla specjalistów IT[3].
- Veracomp s.r.o. – dystrybutor rozwiązań IT na terenie Czech i Słowacji[4].
- Veracomp Europe s.r.l. – dystrybutor rozwiązań IT na terenie Rumunii[5].
- Veracomp d.o.o. – dystrybutor rozwiązań IT w krajach adriatyckich[6].

## Działalność
Przedmiotem działalności jest dystrybucja technologii w zakresie specjalizacji:
- sieci
- telekomunikacja
- bezpieczeństwo IT
- pamięci masowe i serwery
- zarządzanie infrastrukturą IT
- systemy audiowizualne i Digital signage
- cyfrowy obieg dokumentów
- obrazowanie medyczne
- produkty dla użytkowników domowych i segmentu SOHO.

Veracomp posiada biura handlowe w Warszawie, Gdańsku, Szczecinie, Bydgoszczy, Wrocławiu, Poznaniu, Katowicach, Krośnie i Rzeszowie.
W 2018 roku Veracomp osiągnął wartość sprzedaży w Polsce na poziomie 860 milionów złotych. Oznacza to wzrost obrotów o 28 procent w porównaniu z poprzednim rokiem. Doskonałymi wynikami mogą pochwalić się również spółki zależne w Centralno-Wschodniej Europie. Dzięki temu łączne przychody Grupy przekroczyły miliard złotych.
Veracomp prowadzi działalność dystrybucyjną na terenie 18 krajów Europy Środkowo-Wschodniej. W 2018 roku jej przychody w Polsce wzrosły z 670 do 860 milionów złotych. Pod tym względem jest to drugi pod względem wysokości przyrost w ciągu ostatnich dziesięciu lat.
Równie dobre wyniki Veracomp zanotował w poszczególnych regionach Europy Centralno-Wschodniej. Wzrost w Bułgarii wyniósł 161%, w krajach adriatyckich 85%, w Czechach i na Słowacji 29%, a w Rumunii 9%. To wszystko sprawiło, że Grupa Kapitałowa Veracomp przekroczyła w sumie miliard złotych przychodu.
Firma znajduje się na 14. miejscu rankingu ComputerWorld oraz na 14. miejscu rankingu ITwiz BEST100.